# Gemeinde Leposavić
Die Gemeinde Leposavić (serbisch Општина Лепосавић Opština Leposavić, albanisch Komuna e Leposaviqit oder auch Komuna e Albanikut) ist eine Gemeinde im Kosovo. Sie liegt im Bezirk Mitrovica. Verwaltungssitz ist die Stadt Leposavić.

## Geographie
Die Gemeinde Leposavić befindet sich im Norden des Kosovo. Serbien grenzt am Norden der Gemeinde an und die Gemeinde Zvečan im Süden. Insgesamt befinden sich 42 Dörfer in der Gemeinde. Die Fläche beträgt 539 km². Zusammen mit den Gemeinden Zubin Potok, Mitrovica Jugut, Severna Kosovska Mitrovica, Skënderaj, Vushtrria und Zvečan bildet die Gemeinde den Bezirk Mitrovica. Durch die Gemeinde fließt der Ibar.

## Bevölkerung

### Einwohner
Die Volkszählung im Jahr 2011 wurde in der Gemeinde Leposavić nicht durchgeführt. Die Daten von 2009 basieren auf einer Schätzung.
| Zensus    | 1948   | 1953   | 1961   | 1971   | 1981   | 1991   | 2009   |
| --------- | ------ | ------ | ------ | ------ | ------ | ------ | ------ |
| Einwohner | 14.949 | 17.015 | 19.006 | 18.124 | 16.906 | 16.395 | 13.773 |